# Wattinoma (Guibaré)
Pour les articles homonymes, voir Wattinoma.
Wattinoma est une localité du département du Guibaré, dans la province du Bam, dans le Centre-Nord, au Burkina Faso. 

## Population
Lors du recensement de 2006, on y a dénombré 738 habitants.